# José Vicente del Olmo

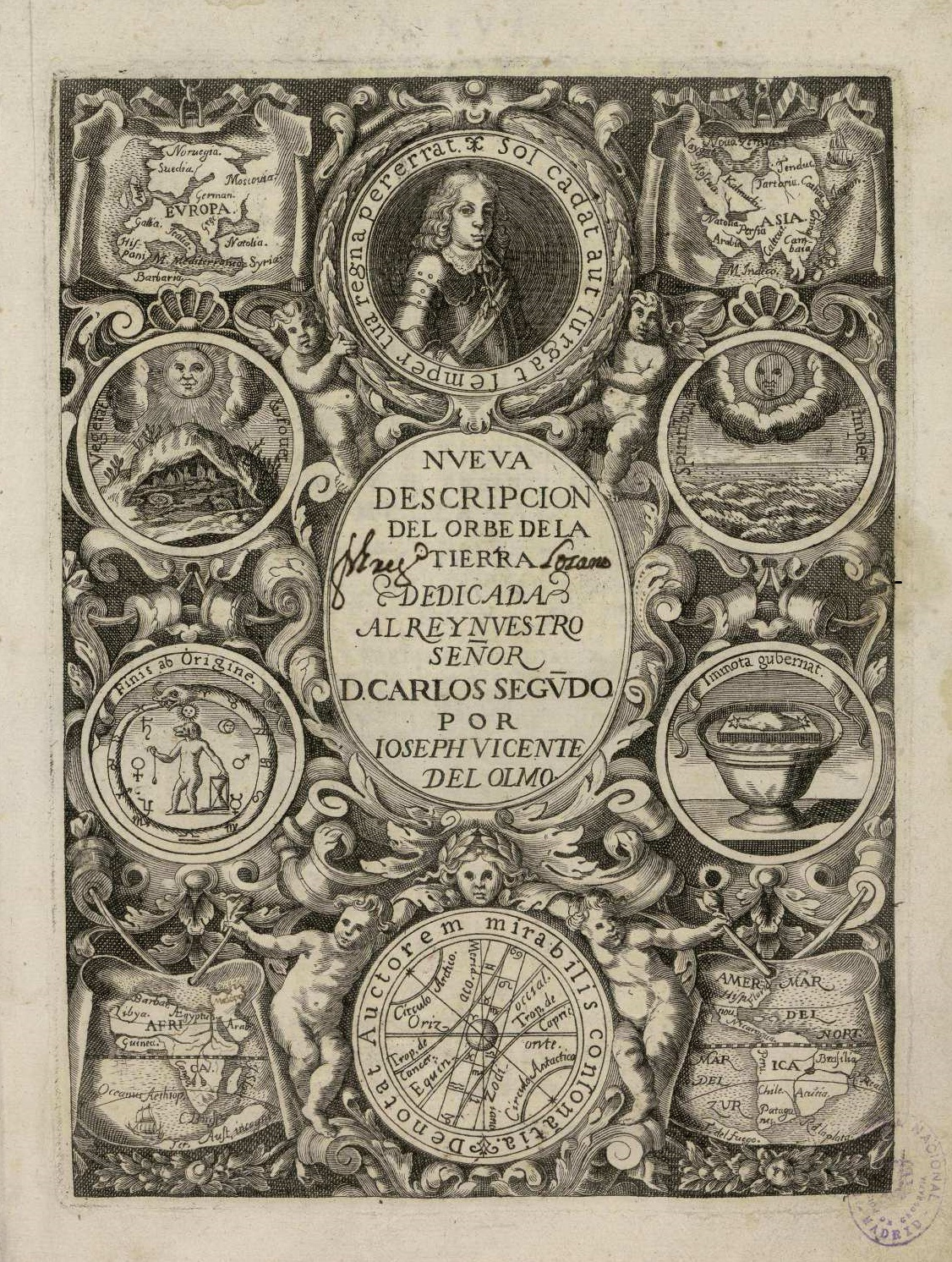
Frontis de Nueva descripción del orbe de la tierra, en Valencia por Ioan Lorenzo Cabrera, 1681. Biblioteca Nacional de España.

José Vicente del Olmo (Valencia, 1611-1696), secretario del Santo Oficio de la Inquisición y geógrafo, fue uno de los precursores del grupo valenciano de los novatores.

## Biografía y obra
En 1644 heredó de su padre la plaza de notario del secreto o secretario del tribunal de la Inquisición de Valencia, ocupación en la que desde tiempo atrás venía ayudando a su padre como simple familiar del Santo Oficio. La colaboración del hijo con el padre se pondrá trágicamente de manifiesto en 1637, con la denuncia y el posterior asesinato de Julián Palomares, otro de los notarios del secreto del tribunal valenciano. Un año antes Palomares había denunciado ante el Consejo de la Suprema las prácticas irregulares que el inquisidor general Ambrosio Roig permitía en el tribunal valenciano y en su denuncia acusaba de tales prácticas al padre de José Vicente, enriquecido con el cargo, y al propio José Vicente, que según el denunciante tenía la costumbre de llevarse a su casa los libros del secreto. Cuando Palomares fue asesinado, padre e hijo fueron acusados del crimen y encarcelados por orden de la Real Audiencia, aunque inmediatamente quedaron en libertad.
Ejerció el empleo de secretario inquisitorial hasta 1669, año en que, a su vez, lo traspasó a su hijo sin dejar de utilizar el título en sus escritos y de percibir el salario íntegro hasta su muerte. Paralelamente y al margen de la universidad se inició en los estudios geográficos, entendida la disciplina como parte de los conocimientos físico-matemáticos, asistiendo a las tertulias y academias científicas y literarias que se celebraban en Valencia junto con la lectura de los autores clásicos y modernos, el manejo de los Atlas de Abraham Ortelius y Gerardus Mercator y el contacto amistoso con quien siempre tuvo por maestro, José Zaragoza, que en un epigrama laudatorio le llamó «erudito de la literatura más culta, el más versado intérprete de la antigüedad del mundo y de la ciudad».
El primer fruto de esos estudios fue la publicación en 1657 de Lithologia o explicación de las piedras y otras Antigüedades halladas en las çanjas que se abrieron para los fundamentos de la Capilla de nuestra Señora de los Desamparados de Valencia, donde el estudio epigráfico de las inscripciones latinas presentes en unas piedras halladas en el solar sobre el que se iba a construir la basílica de la Virgen de los Desamparados, con interesante información sobre la Valencia romana, le iba a servir también para hacer demostración de esa ingente erudición libresca, con la cita de más de doscientos autores antiguos y modernos.
Aunque publicada en 1681, su obra más importante, la Nueva descripción del orbe de la tierra debía de estar concluida ya en 1674 o 1675, cuando se fechan las censuras. Los autores citados en esta ocasión se acercan a los setecientos, si bien muchos de ellos lo fuesen indirectamente. La intención confesada del autor: compensar la aridez de la geografía ptolemaica —toponimia, localizaciones, medidas, distancias, proyecciones— con «flores de buenas letras». Dos son los autores principales de los que bebe, tanto como fuentes para muchas de esas citas como en su concepción de la disciplina, en parte físico-matemática y en parte descriptiva: el jesuita Philippe Briet y su Parallella Geographiae (1648) y Giovanni Battista Riccioli, que con su Geographiae et hydrographiae reformatae (1661) iba a introducir en España las concepciones copernicanas de Bernhard Varenio, si bien Olmo rechaza resueltamente los movimientos de rotación y traslación de la Tierra apoyándose en la Biblia y en la autoridad de la Iglesia y tiene el heliocentrismo por formalmente herético, recordando la condena y abjuración de Galileo.
Miembro de la Academia del Alcázar, la más célebre de las valencianas de su tiempo, con la que participó en los Fúnebres elogios que la academia dedicó en 1681 a la muerte de Pedro Calderón de la Barca, y presente por medio de jeroglíficos y poesías en los diversos certámenes literarios de carácter festivo celebrados por aquellos años en Valencia, a su muerte, el 11 de agosto de 1696, dejaba una considerable fortuna y la más rica biblioteca en manos privadas de la ciudad.